# LaTroy Hawkins
LaTroy Hawkins (Gary, 21 dicembre 1972) è un ex giocatore di baseball statunitense.

## Minor League
Hawkins frequentò la West Side High School nella sua città natale a Gary, Indiana, e da lì venne selezionato al 7º giro del draft MLB del 1991, come 180a scelta assoluta, dai Minnesota Twins. Nello stesso anno iniziò con i GCL Twins rookie finendo con 4 vittorie e 3 sconfitte, 4.75 di media PGL (ERA), .281 alla battuta contro di lui in 11 partite tutte da lanciatore partente (55.0 inning). Nel 1992 giocò con due squadre terminando con 3 vittorie e altrettante sconfitte, 3.29 di ERA e .226 alla battuta contro di lui in 11 partite tutte da partente con 2 incontri giocati interamente (63.0 inning).
Nel 1993 con i Fort Wayne TinCaps A finì con 15 vittorie e 5 sconfitte, 2.06 di ERA e .195 alla battuta contro di lui in 26 partite di cui 23 da partente con 4 incontri giocati interamente di cui 3 senza subire punti (157.1 inning). Nel 1994 giocò con tre squadre terminando con 18 vittorie e 6 sconfitte, 3.07 di ERA e 243 alla battuta contro di lui in 29 partite tutte da partente con 3 incontri giocati interamente di cui uno senza subire punti (193.2 inning).
Nel 1995 con i Salt Lake Buzz AAA chiuse con 9 vittorie e 7 sconfitte, 3.55 di ERA e .271 alla battuta contro di lui in 22 partite tutte da partente con 4 incontri giocati interamente di cui uno senza subire punti (144.1 inning). Nel 1996 chiuse con 9 vittorie e 8 sconfitte, 3.92 di ERA e .263 alla battuta contro di lui in 20 partite tutte da partente con 4 incontri giocati interamente di cui uno senza subire punti (137.2 inning).
Nel 1997 sempre con i Buzz chiuse con 9 vittorie e 4 sconfitte, 5.45 di ERA e .311 alla battuta contro di lui in 14 partite di cui 13 da partente con 2 incontri giocati interamente di cui uno senza subire punti (76.0 inning).  Nel 2005 con i Fresno Grizzlies AAA finì con 0.00 di ERA e .250 alla battuta contro di lui in 2 partite (2.0 inning).
Nel 2007 con i Colorado Springs Sky Sox AAA finì con una vittoria e nessuna sconfitta, 2.25 di ERA e .154 alla battuta contro di lui in 4 partite (4.0 inning). Nel 2010 giocò con due squadre terminando con nessuna vittoria o sconfitta, 0.90 di ERA, una salvezza su una opportunità e .216 alla battuta contro di lui in 6 partite di cui 2 da partente  (10.0 inning).
Nel 2011 giocò con due squadre terminando con nessuna vittoria o sconfitta, 3.60 di ERA e .350 alla battuta contro di lui in 5 partite (5.0 inning). Nel 2012 giocò con due squadre finendo con nessuna vittoria o sconfitta, 3.00 di ERA e .250 alla battuta contro di lui in 3 partite di cui una da partente (3.0 inning).

## Major League

### Minnesota Twins (1995-2003)
Debuttò nella MLB il 29 aprile 1995, al Hubert H. Humphrey Metrodome di Minneapolis contro i Baltimore Orioles. Chiuse la sua prima stagione da professionista con 2 vittorie e 3 sconfitte, 8.67 di ERA e .339 alla battuta contro di lui in 6 partite tutte da partente con un incontro giocato interamente (27.0 inning). Nello stesso anno nella minor league, giocò in 22 partite nella Tripla-A.
Nel 1996 finì con una vittoria e una sconfitta, 8.20 di ERA e .372 alla battuta contro di lui in 7 partite di cui 6 da partente (26.1 inning).
Nel 1997 chiuse con 6 vittorie e 12 sconfitte, 5.84 di ERA e .317 alla battuta contro di lui in 20 partite tutte da partente (103.1 inning). Nel 1998 chiuse con 7 vittorie e 14 partite, 5.25 di ERA e .299 alla battuta contro di lui in 33 partite tutte da partente (7° nella American League) (190.1 inning).
Nel 1999 chiuse con 10 vittorie e 14 sconfitte, 6.66 di ERA e .323 alla battuta contro di lui in 33 partite tutte da partente (8° nella AL) con un incontro giocato interamente (174.1 inning). Nel 2000 chiuse con 2 vittorie e 5 sconfitte, 3.39 di ERA, 14 salvezze su 14 opportunità e .256 alla battuta contro di lui in 66 partite (87.2 inning).
Nel 2001 chiuse con una vittoria e 5 sconfitte, 5.96 di ERA, 28 salvezze (8° nella AL) su 37 opportunità e .291 alla battuta contro di lui in 62 partite (51.1 inning). Nel 2002 chiuse con 6 vittorie e nessuna sconfitta, 2.13 di ERA, nessuna salvezza su 3 opportunità e .217 alla battuta contro di lui in 65 partite (80.1 inning).
Nel 2003 chiuse con 9 vittorie e 3 sconfitte, 1.86 di ERA, 28 hold (2° nella AL), 2 salvezze su 8 opportunità e .239 alla battuta contro di lui in 74 partite (5° nella AL) (77.1 inning). Il 27 ottobre divenne per la prima volta free agent.

### Chicago Cubs (2004-2005)
Il 3 dicembre 2003 firmò con i Chicago Bears, nel 2004 chiuse con 5 vittorie e 4 sconfitte, 2.63 di ERA, 25 salvezze su 34 opportunità e .233 alla battuta contro di lui in 77 partite (82.0 inning). Il 29 maggio 2005 venne ceduto insieme ad un compenso ai San Francisco Giants per David Aardsma e Jerome Williams chiudemdo con i Cubs con una vittoria e 4 sconfitte, 3.32 di ERA, 4 salvezze su 8 opportunità e .250 alla battuta contro di lui in 21 partite (19.0 inning).

### San Francisco Giants (2005)
Con i Giants chiuse con una vittoria e 4 sconfitte, 4.10 di ERA, 2 salvezze su 7 opportunità e .272 alla battuta contro di lui in 45 partite (37.1 inning). Il 5 dicembre venne ceduto ai Baltimore Orioles per Steve Kline.

### Baltimore Orioles (2006)
Nel 2006 chiuse con 3 vittorie e 2 sconfitte, 4.48 di ERA, nessuna salvezza su 4 opportunità e .300 alla battuta contro di lui in 60 partite (60.1 inning). Il 31 ottobre divenne free agent.

### Colorado Rockies (2007)
Il 5 dicembre 2006 firmò con i Colorado Rockies chiudendo con 2 vittorie e 5 sconfitte, 3.42 di ERA, nessuna salvezza su 5 opportunità e .252 alla battuta contro di lui in 62 partite (55.1 inning). Il 30 ottobre divenne free agent.

### New York Yankees (2008)
Il 21 dicembre 2007 firmò con i New York Yankees, ma il 30 luglio 2008 venne ceduto agli Houston Astros per Matt Cusick dalle Minor League. Chiuse con gli Yankees con una vittoria e una sconfitta, 5.71 di ERA, nessuna salvezza su una opportunità e .275 alla battuta contro di lui in 33 partite (41.0 inning).

### Houston Astros (2008-2009)
Nel 2008 chiuse con 2 vittorie e nessuna sconfitta, .043 di ERA, una salvezza su una opportunità e .151 alla battuta contro di lui in 24 partite (21.0 inning). Il 31 ottobre divenne free agent. Il 7 novembre firmò per un altro anno. Chiuse con una vittoria e 4 sconfitte, 2.13 di ERA, 11 salvezze su 15 opportunità e .253 alla battuta contro di lui in 65 partite (63.1 inning).

### Milwaukee Brewers (2010-2011)
Il 2 dicembre 2009 firmò un contratto di 2 anni per un totale di 7,5 milioni di dollari con i Brewers. Nel 2010 chiuse con nessuna vittoria e 3 sconfitte, 8.44 di ERA, nessuna salvezza su 2 opportunità e .323 alla battuta contro di lui in 18 partite (16.0 inning). Nel 2011 chiuse con 3 vittorie e una sconfitta, 2.42 di ERA e .260 alla battuta contro di lui in 52 partite (48.1 inning). Il 30 ottobre divenne free agent.

### Los Angeles Angels of Anaheim (2012)
Il 6 gennaio 2012 firmò un contratto annuale di 3 milioni di dollari con i Los Angeles Angels of Anaheim chiudendo con 2 vittorie e 3 sconfitte, 3.64 di ERA, una salvezza su 4 opportunità e .280 alla battuta contro di lui in 48 partite (42.0 inning). Il 29 ottobre 2012 divenne free agent.

### New York Mets (2013)
Il 31 gennaio 2013 firmò un anno di contratto per 1 milione di dollari con i New York Mets. Il 20 maggio nella partita contro i Cincinnati Reds venne espulso nel 7° inning. Chiuse con 3 vittorie e 2 sconfitte, 2.93 di ERA, 13 salvezze su 16 opportunità e .264 alla battuta contro di lui in 72 partite (70.2 inning).

### Colorado Rockies (2014-2015)
Il 18 novembre firmò un contratto annuale per 2,25 milioni di dollari più un anno opzionale a scelta dai Colorado Rockies per altri 2,25 milioni di dollari.

### Toronto Blue Jays e ritiro (2015)
Il 28 luglio 2015, i Rockies scambiarono Hawkins e il compagno di squadra Troy Tulowitzki, con i Toronto Blue Jays per José Reyes, Jeff Hoffman, Miguel Castro e Jesús Tinoco. Il 25 ottobre, Hawkins annunciò ufficialmente il ritiro dal baseball.

## Allenatore
Il 20 novembre 2016, Hawkins venne assunto come assistente speciale nell'organizzazione dei Minnesota Twins.

## Nazionale
Con la nazionale di baseball degli Stati Uniti d'America ha disputato il World Baseball Classic 2009.

## Vittorie
- Championship Series della National League: 1

Colorado Rockies: 2007
- Division Central della National League: 1

Milwaukee Brewers: 2011
- Division Central della American League: 2

Minnesota Twins: 2002, 2003

## Numeri di maglia indossati
- n° 32 con i Minnesota Twins (1995-2003)
- n° 32 con i Chicago Cubs (2004-2005)
- n° 32 con i San Francisco Giants (2005)
- n° 23 e poi 32 con i Baltimore Orioles (2006)
- n° 32 con gli Colorado Rockies (2007)
- n° 21 e poi n° 22 con i New York Yankees (2008)
- n° 22 con gli Houston Astros (2008-2009)
- n° 32 con i Milwaukee Brewers (2010-2011)
- n° 32 con i Los Angeles Angels of Anaheim (2012)
- n° 32 con i New York Mets (2013)
- n° 32 con i Colorado Rockies (2014-2015)
- n° 32 con i Toronto Blue Jays (2015)